# Gesellschaft für Tropenornithologie
Die Gesellschaft für Tropenornithologie (GTO) vereint Menschen mit Interesse an den Vögeln tropischer und subtropischer Länder. Sie wurde 1981 gegründet und hat die Rechtsform eines gemeinnützigen, eingetragenen Vereins.

## Geschichte
Die Gesellschaft für Tropenornithologie begann mit einer Zusammenkunft vorwiegend an der Biologie und Haltung von Kolibris interessierter Vogelfreunde im Oktober 1980 im Museum Koenig in Bonn. Man verständigte sich dort auf die Gründung eines Arbeitskreises, der 1981 als „Arbeitskreis der Kolibrifreunde e.V.“ im Vereinsregister Bonn registriert wurde. Treibende Kraft der Vereinigung war Karl-Ludwig Schuchmann, Kustos für Ornithologie am Museum Koenig.
Schon nach wenigen Jahren wurde deutlich, dass die Interessen der Mitglieder weit über die Kolibris hinausgingen. 1990 erfolgte die Umbenennung des Arbeitskreises in „Gesellschaft für Tropenornithologie e.V.“, die in weiten Kreisen besonders unter ihrem Kürzel GTO bekannt ist. In ihrem Logo führt die Gesellschaft bis heute einen stilisierten Hyazinthkolibri Boissonneaua jardini.
Präsidenten des Arbeitskreises der Kolibrifreunde bzw. der Gesellschaft für Tropenornithologie
- 1980–1993: Manfred Wittmann (Hannover)
- 1993–1996: Werner Steinigeweg (Burgdorf)
- 1996–2005: Corinna Bartsch (Grafschaft-Leimersdorf, später Dreieich)
- 2005–2009: Erich Steiner (Pöttsching, Österreich)
- 2010–2016: Corinna Bartsch (Oberhonnefeld-Gierend)
- 2016–2022: Martin Kaiser (Berlin)
- 2022–heute: Rüdiger Becker (Halberstadt)

Die Präsidentin/der Präsident der GTO wird von zwei Vizepräsidenten, einem Sekretär, einem Schatzmeister und einer wechselnden Zahl von Beiräten unterstützt. Die Posten des Pressereferenten, des Redakteurs des Rundschreibens und des Archivars können von Vorstands- oder weiteren Vereinsmitgliedern übernommen werden.

## Begründung und Aufgaben
In den Tropen und Subtropen der Erde lebt die überwiegende Mehrheit der über 10.000 Vogelarten der Welt. Ihre große Zahl geht mit einer beeindruckenden Vielfalt von Formen, Farben und Anpassungen an ein riesiges Spektrum verschiedener Lebensräume einher. Diese Vielfalt fasziniert von je her auch zahlreiche Menschen in Europa. Sie alle finden in der GTO ein Forum zum gegenseitigen Erfahrungsaustausch.
Das Interesse an Vögeln der Tropen und Subtropen vereint Beobachter, Wissenschaftler, Amateure, Vogelhalter, Tiergärtner, Vogelschützer und Tierärzte. Erfahrungen aus der Natur wie aus der Praxis fließen in wissenschaftliche Studien und Arterhaltungsprogramme ein, wobei die Übergänge zwischen den jeweiligen Interessen fließend sind. Erkenntniszuwächse an und für tropische und subtropische Vogelarten bilden das Spektrum der Aufgaben, denen sich die GTO verpflichtet fühlt. Ihre Mitglieder sind vorrangig im deutschen Sprachraum angesiedelt, kommen aber auch aus den europäischen Nachbarländern sowie Staaten der tropischen und subtropischen Zone.

## Tagungen
Die Tagungen der GTO finden unter dem Namen „Tagung über tropische Vögel“ einmal jährlich an wechselnden Orten statt. Sie sind das wichtigste öffentliche Forum der GTO. Bislang wurden sie in Deutschland, Österreich, Tschechien und der Schweiz durchgeführt. Im Jahr 2023 findet die Versammlung in Bayreuth statt. Als erste Tagung gilt die eingangs genannte Zusammenkunft im Oktober 1980. Neben einem festen Programm mit Vorträgen von Wissenschaftlern und Amateuren finden bei den Tagungen Filmvorführungen, Sitzungen von Arbeitskreisen, Diskussionsforen oder Podiumsgespräche statt. Auch Zeit für individuellen Erfahrungsaustausch ist gegeben. Seit 1997 publiziert die GTO einen Tagungsband mit den Inhalten der Vorträge, seit 2010 erscheinen ausführliche Tagungsberichte in den Rundschreiben der Gesellschaft.
1999 richtete die GTO das Symposium „Tropenornithologie“ auf der Jahrestagung der Deutschen Ornithologen-Gesellschaft in Bayreuth aus. 2006 war die Gesellschaft mit einem Informationsstand auf dem Internationalen Ornithologen-Kongress (IOC) in Hamburg präsent.

## Publikationsorgane
Erstes Organ der GTO war der ab 1980 herausgegebene Trochilus, der zuerst vom Arbeitskreis der Kolibrifreunde in Bonn verlegt wurde. Mit dem dritten Jahrgang 1982 übernahm Karl-Ludwig Schuchmann die Herausgeberschaft des nun professionell vom Biotropic-Verlag Baden-Baden publizierten Organs. Es wurde 1991 in Tropische Vögel umbenannt, musste aber 1992 sein Erscheinen einstellen. 1997 publizierte die GTO den ersten der seitdem regelmäßig erscheinenden Tagungsbände. Sie sind unter der Bezeichnung Tagung über tropische Vögel der Gesellschaft für Tropenornithologie (Tag. trop. Vögel Ges. Trop.ornithol.), ISSN 1618-4408, mit regulärer Bandzahl registriert. Die Mitglieder der GTO erhalten seit 1992 zweimal im Jahr ein Rundschreiben. Seit 2014 erscheint dieses als Mitgliederzeitschrift Tropenornithologie.

## Preise
Seit 1992 lobt die GTO jährlich den „Preis für Tropenornithologie“ aus. Er wird an ornithologische Amateure vergeben, die ein tropenornithologisch relevantes Thema in einer Zeitschrift oder als (Beitrag in einem) Buch publiziert haben.
Preisträger:
- 1992: Corinna Bartsch, Bonn
- 1993: Georg Sperber (Förster), Ebrach-Neudorf
- 1994: Heinz Lölfing, Horstmar
- 1995: Klaus-Georg Mau, Hamburg
- 1997: Gerhard Rösler, Waltersdorf, und Dieter Hoppe, Esslingen am Neckar
- 1998: Franz Robiller, Weimar
- 2000: Peter Ludwig, Niederstotzingen
- 2001: Heinrich Bregulla, Berlin
- 2002: Erich Steiner, Pöttsching (Österreich). Sonderpreis, gestiftet vom Tiergarten Schönbrunn, für Theo Kleefisch, Bonn
- 2003: Norbert Hebel, Ellerstadt
- 2004: Eckhard Lietzow, Engen
- 2005: Erich Steiner, Pöttsching
- 2006: Jörg Asmus, Güstrow
- 2007: Hans-Joachim Wöhrmann, Spremberg
- 2008: Jürgen Stahl, Dinslaken
- 2009: Anna und Olaf Kühn, Storkow
- 2010: Josef Vandieken, Brakel
- 2011: Ingrid und Carlos Struwe, Köln
- 2012: Norbert Bahr, Ahlden
- 2014: Heinz Schnitker, Holzhausen (Georgsmarienhütte)
- 2015: Christiane und Peter Kaufmann, Grabow (Elde)
- 2016: Lars Lepperhoff, Ittigen (Schweiz)
- 2017: Hartmut Kolbe, Meinsdorf (Dessau-Roßlau)
- 2018: Jens Hering, Limbach-Oberfrohna
- 2019: Ditmar Oppermann, Halberstadt
- 2020: keine Preisverleihung
- 2021: Martin Gloor Rheinfelden AG (Schweiz)
- 2022: Carsten Höller
- 2023:  Kai Gedeon und Torsten Pröhl

## Nachwuchsförderung
Die GTO unterstützt tropenornithologische Forschungsprojekte von Wissenschaftlern und Amateuren vorwiegend aus dem deutschen Sprachraum. Die Arbeiten müssen neue Erkenntnisse erwarten lassen. Gefördert werden insbesondere jüngere Wissenschaftler oder engagierte Amateure. Sie erhalten etwa Zuschüsse zu Reisekosten oder für aufwändige technische Analysen. Personalkosten werden nicht übernommen, auch bleibt die Förderung auf eine Einmalzahlung beschränkt. Als Gegenleistung wird erwartet, dass  die Geförderten auf einer GTO-Tagung über ihr Projekt berichten. Von 1983 bis 2018 wurden fast 60 Untersuchungen unterstützt, etwa zur Freilandbiologe der Seychellen-Vasapapageien Coracopsis barklyi, zum Zugverhalten des Zwergsumpfhuhns Porzana pusilla oder zur Bestandssituation des Schwarzstirnfrankolins Francolinus atrifrons.